# Night Train
Night Train  (Tren Nocturno en español) es un EP de la banda británica Keane que fue lanzado el 10 de mayo de 2010. Debutó en el número 1 en el Reino Unido vendiendo 28,000 copias durante su primera semana. Fue certificado con el Disco de Plata en el Reino Unido tras vender 60,000 ejemplares, mientras que a nivel mundial ha vendido más de 160,000 copias.

## Datos del EP
El EP fue grabado en diversos estudios durante la gira mundial de Perfect Symmetry. Los temas Stop for a Minute y Looking Back fueron grabados con la colaboración del rapero somalí/canadiense K'naan. "Creo que esos temas nos muestran bajo una luz completamente diferente", dijo el vocalista de Keane, Tom Chaplin. Your Love cuenta con Tim Rice-Oxley en la voz principal. 
El 3 de febrero de 2010 se confirmó que el primer sencillo sería Stop For A Minute siendo estrenada el 11 de marzo en el show de Fearne Cotton en BBC Radio 1. Tres días antes, el 8 de marzo, otra canción del EP, Clear Skies, sería estrenada por Steve Lamacq en la emisora BBC 6 Music, por lo que es la primera canción del EP que se transmitió en la radio. 

## Recepción
Las primeras críticas a Night Train fueron positivas. Ryan Brockington de PopWrat de el New York Post llamó al EP un "juego de cambio", mientras que del sencillo mencionó que "es tan brillante como el álbum".

## Lista de canciones
La lista de canciones fue dada a conocer el 14 de enero de 2010.

| Night Train |                                                             |          |  |
| N.º         | Título                                                      | Duración |  |
| 1.          | «House Lights»                                              | 1:23     |  |
| 2.          | «Back in Time»                                              | 3:52     |  |
| 3.          | «Stop for a Minute» (con K'naan)                            | 4:06     |  |
| 4.          | «Clear Skies»                                               | 4:53     |  |
| 5.          | «Ishin Denshin (You've Got to Help Yourself)» (con Tigarah) | 3:56     |  |
| 6.          | «Your Love»                                                 | 4:36     |  |
| 7.          | «Looking Back» (con K'naan)                                 | 3:46     |  |
| 8.          | «My Shadow»                                                 | 4:49     |  |

## Posicionamiento
| Listas (2010)                 | Posicionamiento |
| ----------------------------- | --------------- |
| Bélgica Flanders Albums Chart | 27              |
| Bélgica Wallonia Albums Chart | 12              |
| Canadá Albums Chart           | 19              |
| Países Bajos Album Chart      | 9               |
| Europa Album Chart            | 4               |
| Grecia Albums Chart           | 3               |
| Irlanda Albums Chart          | 15              |
| Suiza Albums Chart            | 23              |
| Suecia Albums Chart           | 42              |
| Italia Albums Chart           | 41              |
| Francia Albums Chart          | 45              |
| España Albums Chart           | 12              |
| UK Albums Chart               | 1               |
| México Albums Chart           | 23              |
| Billboard 200                 | 25              |

### Ventas y certificaciones
| País        | Ventas   | Certificación |
| ----------- | -------- | ------------- |
| Reino Unido | 60 000+  | Plata         |
| Mundo       | 160 000+ |               |